# Robert Lefèvre

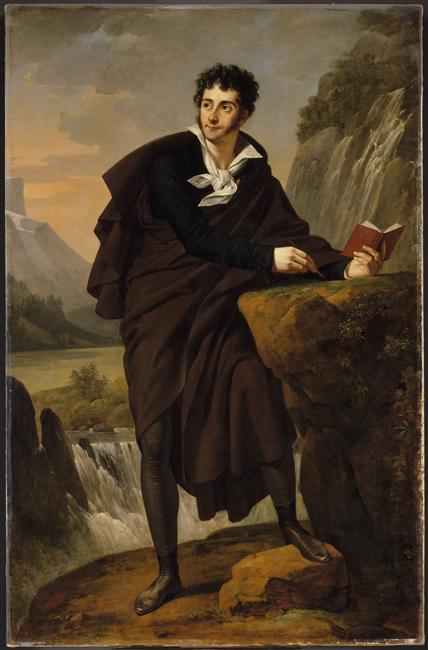
Robert Lefèvres porträtt av Charles-Victor Prévost d'Arlincourt.

Robert Jacques François Faust Lefèvre, född 24 september 1755, död 3 oktober 1830, var en fransk målare.
Lefèvre målade ursprungligen historiska och allegoriska scener men övergick senare till porträttmåleri, som blev den egentliga grunden till hans berömmelse. 
Lefèvre blev Ludvig XVIII:s hovmålare och porträtterade bland andra Pius VII (1805), Lætitia Bonaparte (1808) och Napoleon (1812).